# Josh Greene
Josh Greene (nascut el 4 de juliol de 1991) és un futbolista neozelandès que actualment no juga per cap equip i és un agent lliure. Entre el 2011 i el 2013 jugà pel Waikato FC del Campionat de Futbol de Nova Zelanda.

## Trajectòria esportiva
Greene inicià la seva carrera esportiva amb el Melville United de la ciutat neozelandesa de Hamilton. El juliol de 2011 va ser transferit gratuïtament al Waikato FC, equip de la mateixa ciutat.
Va debutar amb el club el 23 d'octubre de 2011 en un partit local contra l'Auckland City FC. En aquell partit el Waikato perdé contundentment 5 a 1. Uns mesos després va marcar el seu primer gol en el futbol professional en un partit en què guanyaren contra el YoungHeart Manawatu 3 a 1 l'11 de desembre del mateix any. Al llarg de la temporada Greene jugà en un total de 13 partits.